# Doctor Who Magazine
Doctor Who Magazine (abbreviato come DWM ) è una rivista pubblicata nel Regno Unito da Panini Comics e dedicata alla serie TV Doctor Who. Il suo editore attuale è Tom Spilsbury. È riconosciuto dal Guinness World Records come la rivista più longeva riferita ad una serie TV. Contiene novità, curiosità, esclusive e storie a fumetti.

## Storia editoriale
Licenza ufficiale della BBC, la rivista ha iniziato come Doctor Who Weekly nel 1979, pubblicato dal ramo britannico della Marvel Comics. Il primo numero è stato pubblicato giovedì 11 ottobre con data di copertina 17 ottobre.
La rivista dal n. 44 (settembre 1980) da settimanale diventa mensile, diventando Doctor Who (con lo slogan "una meraviglia mensile" che non sarà parte del nome, ma semplicemente una descrizione apparsa su molti dei titoli mensili della Marvel UK). Il titolo cambierà in Doctor Who Monthly con il n. 61 e The Official Doctor Who Magazine con il n. 85 nel febbraio 1984. Divenne The Doctor Who Magazine con il n. 99 nell'aprile del 1985, per poi diventare semplicemente dal n. 107 del dicembre 1985, Doctor Who Magazine.
Originariamente rivolto ai bambini, DWM è diventata una rivista più matura che esplora il "dietro le quinte" della serie. Per la sua longevità, è vista come una fonte di riferimento di informazioni ufficiali ed esclusive, con la condivisione di una stretta relazione con il team di produzione della BBC. Nel 2006, però, ha perso l'esclusiva quando BBC Worldwide ha lanciato il suo proprio fumetto, Doctor Who Adventures , rivolto a un pubblico più giovane.

## Controversie
Il numero dell'ottobre 2017 conteneva un messaggio volgare nascosto in un articolo apparso sulla rivista, scritto da un giornalista anonimo sotto lo pseudonimo "The Watcher". Subito dopo la scoperta del messaggio, l'articolo fu corretto nella versione digitale dell'articolo stesso. Successivamente venne rivelato che l'autore dell'articolo era tale Nicholas Pegg, un collaboratore occasionale della rivista e uno degli operatori dei Dalek nella serie televisiva. La BBC Worldwide dichiarò al Daily Mail che "la questione è stata discussa con l'editore che ha licenziato l'autore dell'articolo".